# 阿里·哈馬迪
阿里·易卜拉欣·卡里姆·哈馬迪（阿拉伯语：عَلِيّ إِبْرَاهِيم كَرِيم عَلِيّ الْحَمَّادِيّ；2002年3月1日—），伊拉克职业足球运动员，现效力于英格蘭足球冠軍聯賽球会葉士域治，也代表伊拉克国家足球队。

## 荣誉
布罗姆利
- 英格蘭足總錦標冠军：2021–22